# 耳状人字果
耳状人字果（学名：Dichocarpum auriculatum）为毛茛科人字果属下的一个种。

## 扩展阅读
- 耳状人字果]
- 耳状人字果图鉴] （页面存档备份，存于）